# Fruttuoso
Fruttuoso  è un nome proprio di persona italiano maschile.

## Varianti
- Femminili: Fruttuosa[1][2][3]

### Varianti in altre lingue
- Asturiano: Frichoso[4]
- Basco: Prutos[4]
- Catalano: Fructuós[4]
- Francese: Fructueux
- Galiziano: Froitoso[4]
- Latino: Fructuosus[1][4]
  - Femminili: Fructuosa[1]
- Polacco: Fruktuozus
- Portoghese: Frutuoso
- Spagnolo: Fructuoso[4], Frutoso[4]

## Origine e diffusione
Continua il tardo soprannome latino, di matrice augurale, Fructosus; esso è tratto dal termine fructus ("frutto"), e vuol dire "che dà [buoni] frutti", "fertile", "fruttifero". Il nome ha quindi significato analogo ai nomi Efrem, Eustachio, Carpoforo e Policarpo.
In Italia, dove riflette il culto dei santi così chiamati, è attestato per oltre la metà dei casi in Lombardia, ma gode di scarsa diffusione.

## Onomastico
L'onomastico si può festeggiare in memoria di più santi, alle date seguenti:
- 21 gennaio, san Fruttuoso, vescovo di Tarragona e martire assieme ai santi Augurio ed Elogio[2][5]
- 16 aprile, san Fruttuoso, arcivescovo di Braga[2][5]
- 23 agosto, santa Fruttuosa, martire ad Antiochia insieme ai santi Donato, Restituto, Valeriano e altri compagni[2][5]

## Persone

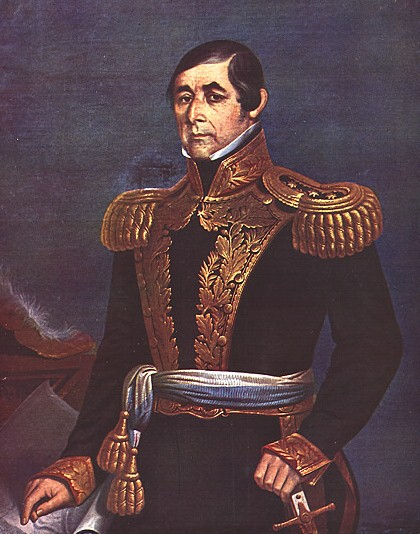
Fructuoso Rivera

- Fruttuoso, arcivescovo di Braga
- Fruttuoso, vescovo di Tarragona

### Variante Fructuoso
- Fructuoso Rivera, politico uruguaiano